# Franz Josef zu Hohenlohe-Schillingsfürst
Franz Josef Prinz zu Hohenlohe-Schillingsfürst (* 6. Juni 1894 in Graz; † 3. Januar 1970 in Schillingsfürst) war deutscher Genealoge. Er begründete das Genealogische Handbuch des in Bayern immatrikulierten Adels und hat selbst eine Reihe von genealogischen Abhandlungen veröffentlicht. Nach dem Tod seines Vaters war er von 1940 bis 1970 Chef des Hauses Hohenlohe-Schillingsfürst und seitdem als Fürst zu Hohenlohe-Schillingsfürst bekannt. 

## Leben
Er war der Sohn des damaligen Prinzen und späteren Fürsten Moritz zu Hohenlohe-Schillingsfürst (1862–1940). Er verlebte seine Jugend in Altaussee im Salzkammergut. Am 17. November 1924 heiratete er in Wien Aglae Prinzessin von Schönburg-Hartenstein (1891–1965) und bezog den Stammsitz in Schillingsfürst. 1940 trat er die Nachfolge des verstorbenen Vaters in dessen Besitzverwaltung an, 1960 wurde er zum Senior des gesamten Hauses Hohenlohe gewählt.

## Werk
Er beschäftigte sich bereits früh mit Genealogie. Seine erste umfassende Veröffentlichung war die 1937 erschienene Ahnentafel des Fürsten Chlodwig zu Hohenlohe-Schillingsfürst, wenig später legte er eine Ahnentafel des Kais. russ. Generalfeldmarschalls Ludwig Adolf Peter Graf zu Sayn-Wittgenstein vor. 1940 folgte Die 1358 Nachfahren des Malers Peter Paul Rubens. Seine letzte größere Schrift war Monarchen – Edelleute – Bürger. Die Nachfahren des Fürsten Karl Ludwig zu Hohenlohe-Langenburg von 1952, die weit über ein rein genealogisches Werk hinausgeht und aufzeigt, wie sich durch Thronverlust und bürgerliche Berufe ein Wandel in der Partnerwahl einstiger Regenten vollzogen hat.
Im Frühjahr 1945 trat er die Nachfolge des verstorbenen Karl von Aretin bei der Fortführung der bayerischen Adelsmatrikel an. Pläne zur Fortführung des seit 1942 unterbrochenen Gothaischen Genealogischen Handbuchs führten zur Gründung des Genealogischen Handbuchs des in Bayern immatrikulierten Adels, das ab 1950 erschien. Neben der Fortführung der Matrikel war auch die Zusammenführung der durch die Kriegswirren weit verstreuten Adelsfamilien ein Ziel der Veröffentlichungen. Ab dem zweiten Band von 1951 wirkte der Genealoge Gerhart Nebinger am Adelshandbuch mit. Hohenlohe-Schillingsfürst gab die ersten fünf Bände noch selbst heraus, bevor mit Band VI die Vereinigung des Adels in Bayern die Herausgabe übernahm.

## Kinder
- Karl Albrecht, 7. Fürst zu Hohenlohe-Schillingsfürst (1926–2005)

⚭ Ladislaja, Gräfin von Meran (1926–2024)
- Johanna, Prinzessin zu Hohenlohe-Schillingsfürst (* 1930)

⚭ Volkart Heim (* 1928)
⚭ Thomas Rehner (1918–2011)